# كارلوس كيمارايس
كارلوس كيمارايس (بالبرتغالية: Carlos Guimarães‏) (28 فبراير 1898 في البرتغال - ) هو لاعب كرة قدم برتغالي في مركز حراسة المرمى. شارك مع منتخب البرتغال لكرة القدم.

## وصلات خارجية
- كارلوس كيمارايس على موقع قاعدة بيانات كرة القدم.إي يو (الإنجليزية)